# Исраэль, Мярт
Мярт Исраэль (эст. Märt Israel; род. 23 сентября 1983, Каркси-Нуйа, Вильяндимаа) — эстонский легкоатлет, специалист по метанию диска. Выступал за сборную Эстонии по лёгкой атлетике в 2002—2014 годах, чемпион Универсиады в Шэньчжэне, победитель и призёр первенств национального значения, участник двух летних Олимпийских игр.

## Биография
Мярт Исраэль родился 23 сентября 1983 года в городе Каркси-Нуйа Эстонской ССР.
Занимался лёгкой атлетикой в Таллине в спортивном центре Audentese, окончил Таллинский технический университет. Проходил подготовку под руководством известного исландского дискобола Вьестейдна Хафстейнссона.
Впервые заявил о себе на международном уровне в сезоне 2002 года, когда вошёл в состав эстонской национальной сборной и выступил на юниорском мировом первенстве в Кингстоне, где в зачёте метания диска стал седьмым.
В 2003 году в той же дисциплине с результатом 54,86 занял восьмое место на молодёжном европейском первенстве в Быдгоще, в метании молота одержал победу на чемпионате Эстонии в Таллине (57,02). Будучи студентом, представлял Эстонию на Универсиаде в Тэгу — здесь метнул диск на 53,57 метра и занял итоговое 12-е место.
В 2004 году защитил звание чемпиона Эстонии в метании молота (57,39).
В 2005 году в метании диска показал 11-й результат на Универсиаде в Измире (57,63).
На чемпионате Европы 2006 года в Гётеборге с результатом 59,80 в финал метания диска не вышел.
В 2007 году выиграл бронзовую медаль на Универсиаде в Бангкоке (60,32), выступил на чемпионате мира в Осаке (60,23).
Благодаря череде удачных выступлений удостоился права защищать честь страны на летних Олимпийских играх 2008 года в Пекине — на предварительном квалификационном этапе метания диска показал результат 61,98 метра, чего оказалось недостаточно для выхода в финал.
В 2009 году в метании диска был четвёртым на Универсиаде в Белграде (63,35), принял участие в чемпионате мира в Берлине (59,58), занял восьмое место на Всемирном легкоатлетическом финале в Салониках (48,61).
На чемпионате Европы 2010 года в Барселоне с результатом 62,59 стал девятым.
В мае 2011 года на соревнованиях в американской Чула-Висте установил свой личный рекорд в метании диска — 66,98 метра. Помимо этого, одержал победу на Универсиаде в Шэньчжэне (64,07), был четвёртым на чемпионате мира в Тэгу (65,20).
В июне 2012 года поучаствовал в чемпионате Европы в Хельсинки (60,59), тогда как в июле на турнире в британском Хендоне метнул диск на 65,02 метра. Выполнив олимпийский квалификационный норматив (65,00), прошёл отбор на Олимпийские игры в Лондоне — на сей раз в программе метания диска показал результат 60,34 метра и снова остановился на предварительном квалификационном этапе.
После лондонской Олимпиады Исраэль остался действующим спортсменом на ещё один олимпийский цикл и продолжил принимать участие в крупнейших международных стартах. Так, в 2014 году в метании диска он выиграл серебряную медаль на чемпионате Эстонии в Таллине (62,33) и выступил на чемпионате Европы в Цюрихе, где снялся уже после первой неудачной попытки.
Преследуемый травмами, в 2016 году Мярт Исраэль объявил о завершении спортивной карьеры. Впоследствии окончил магистратуру Таллинского технического университета по специальности «организация бизнеса», работал руководителем проектов в мебельной фирме Standard.